# Villa del Casale
Kasnoantička vila u Casaleu (Villa Romana del Casale ili Villa Rumana dû Casali) koja se nalazi oko 3 km jugozapadno od središta grada Piazza Armerina. Na tom lokalitetu se nalaze slojevi povijesnih građevina od 1. do 18. stoljeća. Rimska vila sadrži najbogatije i najkompleksnije rimske mozaike. Ogromna vila je izgrađena u prvoj polovici 4. stoljeća kao središte velikog latifundija (poljoprivredni posjed) oko kojega je niknulo selo Platia (izvedenica od palatium, "palača"). Vjerojatno je pripadala bogatom rimskom senatoru, a možda i članu carske obitelji (danas se smatra manje vjerojatnim). Imala je stambene, službene i tajanstvene sobe organizirane oko velikog atrija s peristilom i vjerojatno je bila povremenom rezidencijom vlasnika. Terme su otkrivene na sjeverozapadnom rubu kompleksa, gostinjske sobe na sjeveru, te privatne sobe i velika bazilika na istoku, istočno od kojih, pomalo odvojen, je eliptični peristil, sobe za sluge i veliki triclinium (blagovaonica).
Vilu su vjerojatno oštetili Vandali i Vizigoti, te se tijekom bizantske i arapske vlasti postupno napuštala sve do 12. stoljeća kada je klizište skoro potpuno prekrilo. Otkrivena je slučajno u 19. stoljeću prilikom obrađivanja polja, a prva službena arheološka iskapanja su izvedena od 1929. – 39. godine.
Gino Vinicio Gentili je 1959. – 60. otkrio mozaik "Djevojke u bikinijima" u "Sobi deset dama" (Sala delle Dieci Ragazze) koji prikazuje djevojke koje se bave sportom (dizanje utega, bacanje diska, trčanje, loptanje) u rimskom ritualu "Krunidbe zime".
- Terme u Casaleu
- "Utrka kočija" iz frigidariuma termi
- Mozaik "Veliki lov" u velikom peristilu
- Mozaik "Mali lov"
- "Djevojke u bikinijima"

## Vanjske poveznice
- Villa del Casale 3D virtualni obilazak  Arhivirana inačica izvorne stranice od 30. kolovoza 2009. (Wayback Machine) (engl.)
- Službena stranica (tal.)